# جامعة نوتردام أستراليا
جامعة نوتردام أستراليا هي جامعة خاصة في أستراليا تأسست عام 1989. تقع في مدن فريمانتل، بروم، سيدني .

## أساتذة بارزون
- منجد المدرس (ولد سنة 1972): أستاذ مشارك في جراحة العظام في مدرسة الطب بسيدني.[1]
- نادية بدوي: باحثة طبية مصرية أسترالية تخصصت في الشلل الدماغي، وهي أول أستاذة لكرسي الشلل الدماغي في أستراليا.

## وصلات خارجية
- الموقع الرسمي